# Can Tamborini
Can Tamborini, o Los Cedros, és una masia noucentista de Tiana (Maresme) inclosa a l'Inventari del Patrimoni Arquitectònic de Catalunya.

## Descripció
És un edifici civil de planta de tipus masia basilical, amb una teulada de dos vessants que desaigüen lateralment i un cos central més elevat. D'aquesta manera continua amb la forma tradicional de les construccions de la zona, encara que pels elements arquitectònics que utilitza cal classificar-la com a eclèctica. A la planta baixa hi ha una porta central dovellada i dues finestres laterals amb les llindes de pedra, mentre que al pis superior s'hi troba un balcó d'arc de mig punt suportat per pilars, d'estil renaixentista. Al conjunt de l'edifici, arrebossat de color blanc, hi destaquen la pedra utilitzada a les obertures i especialment els angles amb els carreus vistos, un dels quals, el de la part superior, esculpit amb dues figures que aguanten un escut.